# أوزدين
أوزدين (بالصربية: Uzdin) هي قرية تقع في بلدية كوفاتشيتسا ضمن مقاطعة بانات الوسطى في إقليم فويفودينا، صربيا. تتميز القرية بأغلبية سكانية من الرومانيين.

## السكان
وفقًا لتعداد عام 2002، بلغ عدد سكان أوزدين 1,823 نسمة، يشكل الرومانيون الغالبية العظمى منهم.

## التاريخ والثقافة
تشتهر أوزدين بتراثها الثقافي الروماني الغني، بما في ذلك الكنيسة الأرثوذكسية الرومانية التي تعد من معالم القرية الرئيسية. كما تُقام فيها فعاليات ثقافية وفنية تعكس الهوية الرومانية المحلية.